# 郜炳元
郜炳元（？—1648年），字虎振，號飛虹，北直隸大名府開州長垣縣籍，山西潞安府長治縣人，清朝政治人物。郜煥元兄。

## 生平
清軍入關後，與順治二年（1645年）乙酉科首開順天鄉試，郜炳元高中第一名舉人（解元）。順治三年（1646年），聯捷丙戌科會試，四年（1647年）丁亥科殿試三甲進士。授湖廣孝感縣知縣，五年（1648年）死於兵亂。